# Emil Meletzki
Emil Meletzki, auch Melecky (* 11. Mai 1885 in Podoly Österreichisch-Schlesien; † 4. Dezember 1947 in Wien), war ein österreichischer Alpinist.

## Leben
Von Beruf Versicherungsangestellter in Wien, trat Meletzki 1911 dem Österreichischen Alpenklub bei, dem er in weiterer Folge ab 1920 als Ausschussmitglied und ab 1940 als Ehrenausschussmitglied, vor allem aber als langjähriger Hüttenwart der Erzherzog-Johann-Hütte auf der Adlersruhe am Großglockner angehörte.
Zwischen Juni 1915 und Oktober 1918 nahm er als Freiwilliger am Ersten Weltkrieg in der Ortlergruppe teil, wo ihm zahlreiche Erstbesteigungen (z. B. Nordgrat der Laaser Wand, Nordwand des Schluderzahns, Südostwand der Hinteren Nonnenspitze) gelangen. In der Glocknergruppe gelang ihm unter anderem die erste Überschreitung des Teufelshorns mit Abstieg nach Südosten und die erste winterliche Durchquerung der Glocknergruppe von Norden nach Süden.
Der Meletzki-Grat, eine eher selten begangene Kletterroute über den Glocknerkarkamp auf den Großglockner, ist nach ihm benannt. Obwohl die Erstbegehung dieser Route bereits 1892 erfolgte, war sie bis zur Wiederholung durch Meletzki im Jahre 1925 praktisch in Vergessenheit geraten.